# Opel Calibra V6 4×4

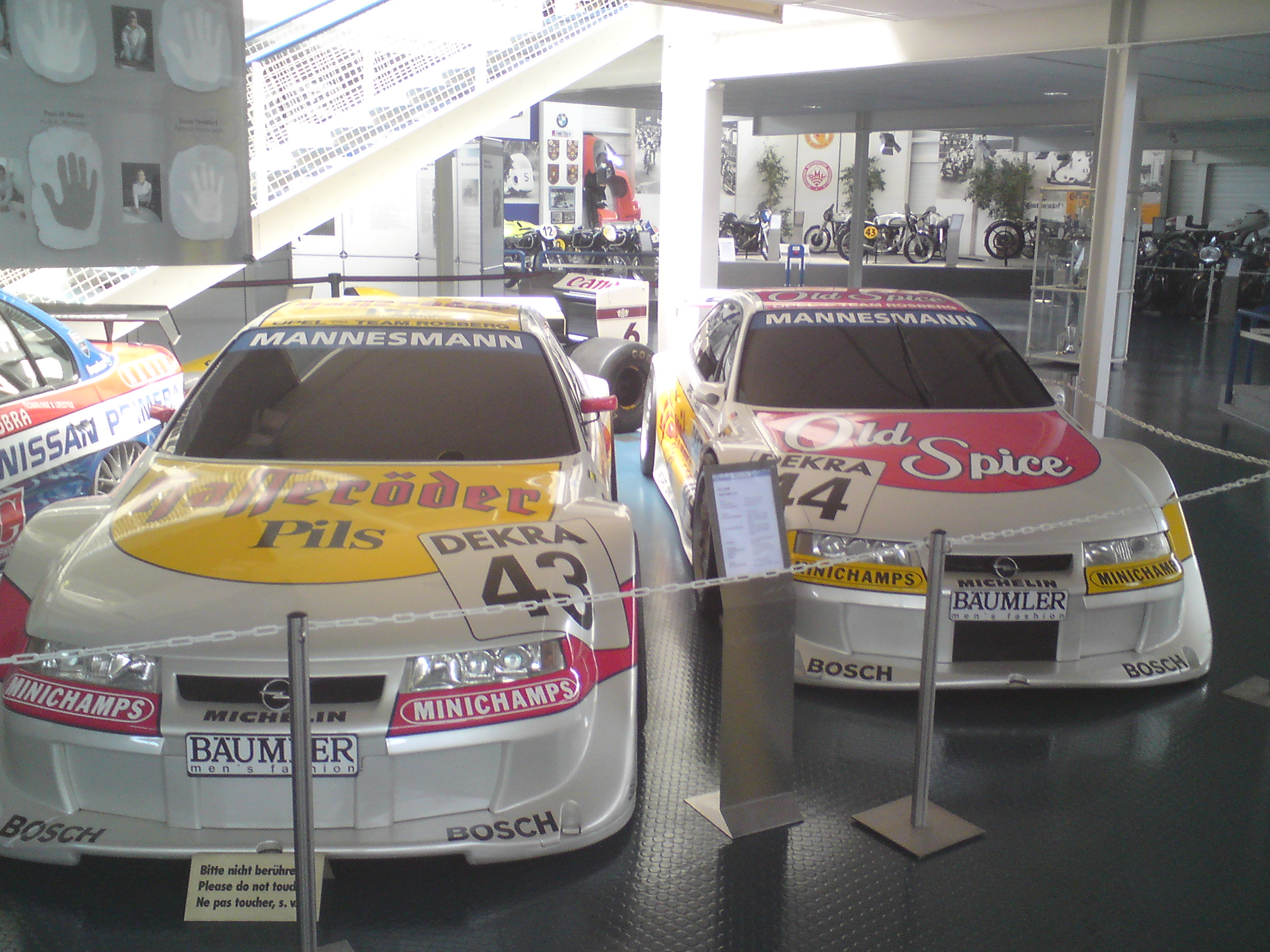
Team Rosberg Calibra Silhouetten im Motorsport-Museum Hockenheim

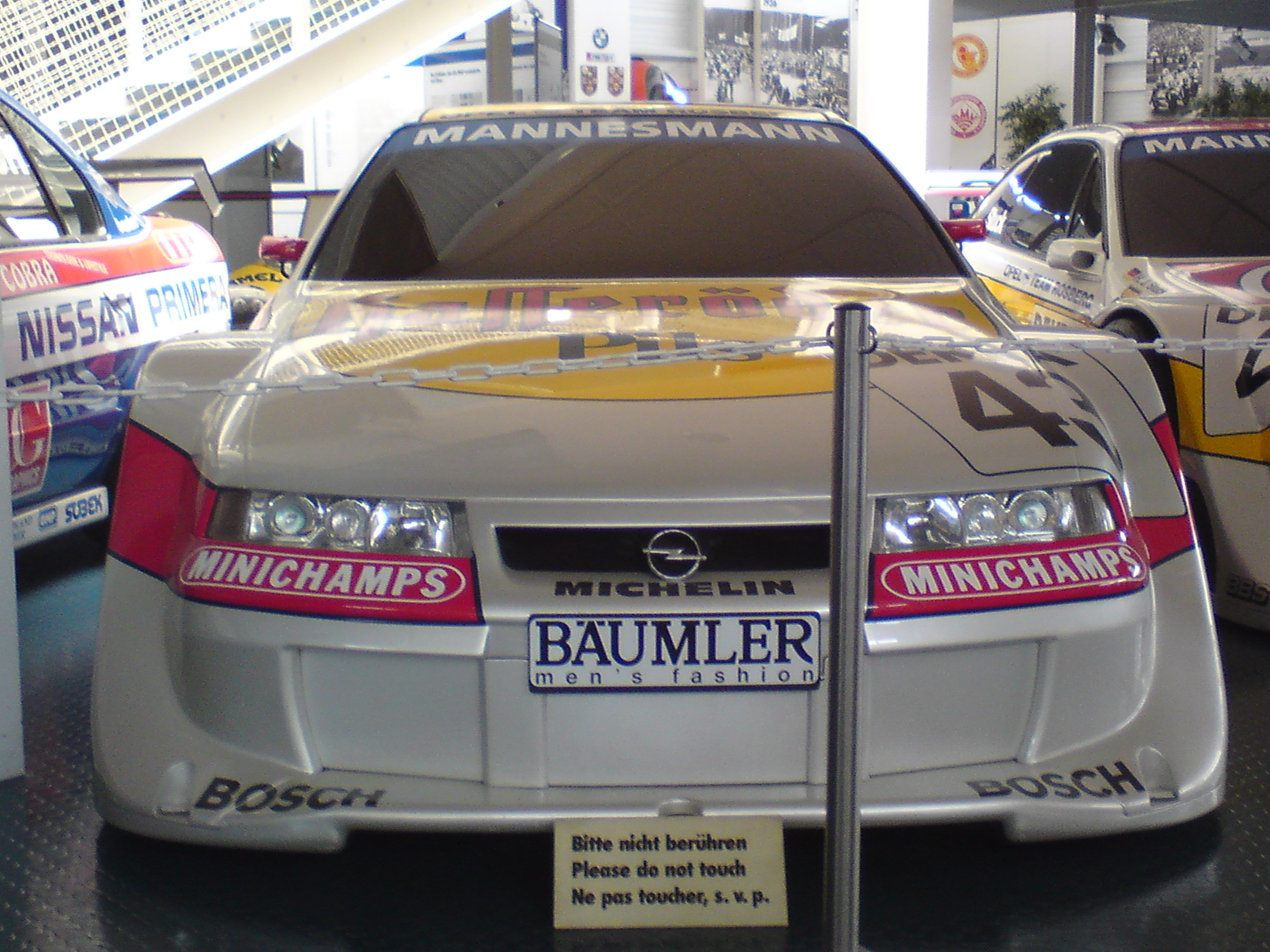
Lehto-Calibra

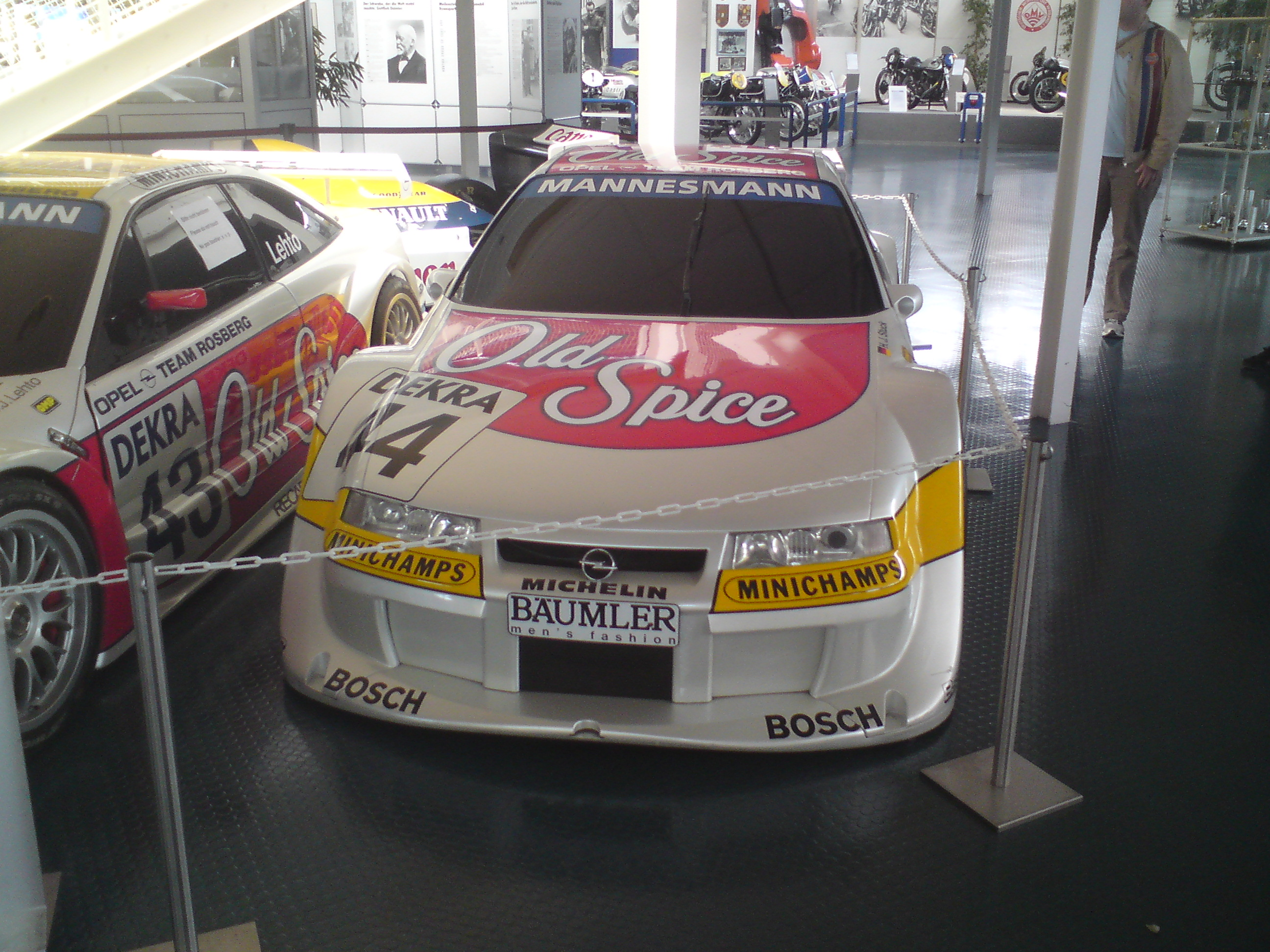
Stuck-Calibra

Der Opel Calibra V6 4×4 war ein Prototyp der Adam Opel AG, basierend auf dem für die Straße zugelassenen Opel Calibra, der für die DTM/ITC entwickelt und in diesen Rennserien eingesetzt wurde. 1996 gewann Manuel Reuter mit diesem Wagen die ITC. 1999 setzte Volker Strycek einen DTM-Calibra anlässlich des 100-jährigen Jubiläums von Opel beim 24-Stunden-Rennen auf dem Nürburgring ein.

## Hintergrund
1992 zog der neue Opel-Sportchef Walter Treser die Opel Omega aus der DTM zurück, um im Zuge des 1991 von der ITR verabschiedeten Reglements einen neuen Wagen für 1993 aufzubauen.
Das neue Reglement sah nicht mehr eine Rennserie mit mehreren Klassen vor, sondern einen einheitlichen Hubraum von 2,5 Litern und maximal 6 Zylinder. Allradantrieb war erlaubt. Das alte „Gesetz“ der Homologationszahl von 500 verkauften Exemplaren in zwölf Monaten wurde aufgegeben. Es war zulässig, ein Modell aus der Großserie mit einem passenden Motor aus dem eigenen Haus aufzugreifen (auch aus anderen Modellreihen).
Diese Änderungen sollten mit der Saison 1993 in Kraft treten. Der Calibra mit Allradantrieb und einem V6-Saugmotor war für 1993 noch nicht fertiggestellt. Opel setzte ihn probeweise bei dem letzten Rennen der 1993er Saison in Hockenheim mit dem renommierten Joest-Team ein, das in Le Mans und Daytona bei den Gruppe-C-Sportwagen erfolgreich war. Die Fahrer waren zunächst der Le-Mans-Sieger Manuel Reuter und der Formel-1-Weltmeister Keke Rosberg.

## Saison 1993

### Test beim Rennen in Hockenheim
Die Leistungsfähigkeit des neuen Calibra stellte Manuel Reuter in der Saison 1993 mit dem fünften Startplatz im Qualifying unter Beweis, Rosberg wurde im ersten Lauf Siebter. Im zweiten Lauf scheiterten beide Autos jedoch an Elektronikproblemen, sodass für die Saison 1994 noch einiges zu verbessern war.

## Saison 1994
Die wichtigste Neuerung in der Saison 1994 am Auto war der Motor, der bei Cosworth gebaut wurde, der sich als sehr zuverlässig erwies; denn bis zur Mitte der Saison gab es keinen Motorschaden bei Opel. Offiziell wurde dieses Aggregat allerdings nicht als „Cosworth“, sondern als „Phase 3“ bezeichnet.
Das Team Joest setzte in dieser Saison drei Fahrzeuge ein, die Fahrer waren zunächst Manuel Reuter und Keke Rosberg; neu kam der Bremer Kaufmann Louis Krages mit dem Pseudonym „John Winter“ dazu. Der Wagen scheiterte allerdings immer wieder an technischen Kleinigkeiten. Im Rennen an der Berliner Avus ging John Winters Calibra nach heftigem Einschlag in die Leitplanke in Flammen auf, Winter blieb unverletzt.

### Erster Sieg
Der erste Calibra-Sieg kam unter kuriosen Umständen zustande. Im britischen Donington Park fand ein Einladungsrennen statt, das aus sportpolitischen Gründen nicht zur DTM-Wertung zählte. Im ersten von zwei Läufen rammte Manuel Reuter im Gedränge seinen Manager und Teamkollegen Rosberg von der Strecke.
Als Ausgefallener im ersten Lauf musste Reuter sich im zweiten Lauf am Ende des Starterfeldes anstellen, wurde aber trotzdem Zweiter. Nach dem Rennen wurde der als Sieger abgewinkte Alfa-Pilot Alessandro Nannini aufgrund der obligatorischen Benzinprobe disqualifiziert und Reuter wurde Erster.

### Bilanz der ersten Saison
Opel war weit hinter den Erwartungen zurückgeblieben, durch immer wieder auftretende Bremsprobleme und weitere technische Schwierigkeiten. Es blieb bei einigen „Achtungserfolgen“.
Manuel Reuter als bester Opel-Pilot mit einem Sieg (nicht gewertet in der Meisterschaft) und mit Platz acht sowie 89 Punkten konnte sich trotz des noch nicht ausgereiften Calibra Respekt in der neuen DTM schaffen. Keke Rosberg bot in der Saison eine durchschnittliche Leistung, bewies dennoch im Training mit guten Zeiten und einem dritten Platz in Hockenheim, wozu der Calibra imstande war, und kam mit 27 Punkten am Ende der Saison auf Platz 14. Louis Krages alias „John Winter“ holte elf Punkte und kam auf Platz 16.

## Saison 1995

### Neuordnung der Teams
Für die Saison 1995 formierte Walter Treser seine „Streitmacht“ neu und verteilte die Autos auf zwei Teams, das Team von Joest und das neu gegründete Team Rosberg aus Neustadt an der Weinstraße. Rosberg fungierte dabei als Fahrer und Teambesitzer. Den zweiten Rosberg-Calibra fuhr Klaus Ludwig nach einem spektakulären Wechsel von Mercedes-Benz zu Opel. Das Joest-Team setzte vier Autos ein mit den Fahrern Manuel Reuter, dem Finnen JJ Lehto, dem Franzosen Yannick Dalmas und dem Portugiesen Ni Amorim.
Die Trainingszeiten der Fahrer waren vielversprechend, doch folgten meist Ausfälle im Rennen infolge technischer Probleme. Erst gegen Ende der Saison kam der lang erhoffte Durchbruch. Klaus Ludwig gewann beide Läufe in Hockenheim und Manuel Reuter steuerte mit seinem zweiten Platz zum ersten Opel-Doppelsieg bei.

### Bilanz Saison 1995
Neu in der Saison war, dass auch Rennen im Ausland zählten. Daher gab es die neue Bezeichnung DTM/ITC und zwei Wertungen. Der „Phase4“-Calibra – so die offizielle Bezeichnung – war völlig neu konstruiert mit Technik- und Elektronikteilen von verschiedenen Zulieferern, unter anderem einem vom Formel-1-Rennstall Williams gebauten Hydrauliksystem. Doch immer wieder kam es insbesondere an diesem System zu Störungen, da die Techniker und Mechaniker mit der komplizierten Technik noch nicht vertraut waren. Auffallend war, dass Manuel Reuter zu Beginn der Saison mit dem alten Phase-3-Calibra fast alle bestehenden Rekorde brach, obwohl der Phase-4-Calibra ein Gewinner-Auto hätte sein müssen.
- Klaus Ludwig: Einer der herausragenden Fahrer der DTM und der Opel 1995 war Klaus Ludwig. Mit dem Sieg in Hockenheim bewies er das Leistungsvermögen des Calibra und kam mit insgesamt 80 Punkten in der DTM-Wertung auf Platz drei. In der ITC (International Touring Car Championship) musste er sich allerdings Manuel Reuter geschlagen geben.
- Manuel Reuter: Schaffte es mit insgesamt 39 Punkten auf Platz 12 in der DTM. International konnte er 50 Punkte holen und erzielte damit Platz 5 in der ITC. Reuter war es, der dank seiner Leistung die Vorstandsvorsitzenden von Opel überzeugte, das Projekt DTM weiterzuführen.
- JJ Lehto: Nach Reuter in der ITC/DTM der drittbeste Opel-Fahrer, holte bei seinem Heimrennen in Helsinki den dritten Platz.
- Yannick Dalmas: Dalmas kam in der DTM zusammen mit Rosberg auf Platz 18. mit jeweils 17 Punkten. International schaffte er es auf Platz 16 mit 15 Punkten.
- Keke Rosberg: Nach Gründung seines eigenen Teams war er der schlechteste Opel-Fahrer und blieb hinter den Erwartungen zurück. Er fuhr im DTM-Finale sein letztes Rennen und verabschiedete sich aus dem Motorsport.

## Saison 1996

### Das Ende der Klasse-1-Tourenwagen
Bei Opel wurde Walter Treser von Wolfgang-Peter Flohr als Sportchef abgelöst, er verstärkte die Truppe nochmals, um den Titel zu holen. Zur Saison 1996 kam das Team Zakspeed neu dazu und setzte neben Klaus Ludwig den Neuzugang Uwe Alzen ein. Beim Team Rosberg fuhren nun Hans-Joachim Stuck und JJ Lehto. Bei Joest fuhr weiterhin Manuel Reuter, neben ihm Yannick Dalmas, Nachwuchsfahrer Alexander Wurz und Oliver Gavin. Außerdem setzte Gianni Giudici einen '95er Calibra privat ein. Nachdem jedoch die Kosten für die Teilnahme an der DTM immer höher wurden, gaben Alfa Romeo und auch Opel ihren Ausstieg bekannt, sodass die DTM/ITC endete und erst im Jahr 2000 ein Comeback erlebte, an dem Opel stark beteiligt war.

### Dominierendes Auto 1996
Während der Winterpause hatte Opel seine Fahrzeuge verbessert und setzte im Vorfeld Maßstäbe für die 1996er Saison. Von Anfang an erwies sich Manuel Reuter als Opel-Fahrer Nummer eins.
Aber auch die anderen Opel-Piloten überzeugten durch gute Leistungen. In Helsinki fuhr Opel ein dominierendes Rennen. In beiden Läufen besetzten Opel-Piloten Platz eins bis drei. Am Norisring spielte sich Ähnliches ab. Ludwig gewann beide Rennen vor Alzen und Lehto. Nachdem Reuter einen Sieg in Hockenheim und am Eifelrennen verbuchen konnte, war er früh auf taktisches Fahren und Punktesammeln eingestellt. Beim letzten Rennen in Deutschland gewann er nochmals, bevor er sich in São Paulo den Meisterschaftstitel sichern konnte.

### Bilanz Saison 1996
Nach einer starken Saison gewann Opel den Meistertitel und die Markenwertung.
Manuel Reuter gewann mit drei Siegen und insgesamt 218 Punkten den Titel vor Mercedes-Pilot Bernd Schneider mit 205 Punkten. Nach dem Sieg in Hockenheim hielt Reuter mit seinem Calibra auf der Start-Ziel-Linie an, stieg aus, um den Sieg zu feiern, und musste dafür eine Geldstrafe zahlen.
JJ Lehto fuhr in der Meisterschaft auf Platz fünf mit 148 Punkten. Auf dem Nürburgring, in Helsinki, auf dem Norisring, in Silverstone und in Magny-Cours war er jeweils unter den ersten drei.
Klaus Ludwig kam mit vier Siegen und 170 Punkten auf Platz sieben der Meisterschaft. Hans-Joachim Stuck wurde mit einem Sieg und 112 Punkten Neunter. Uwe Alzen erreichte mit 119 Punkten Platz acht. Alexander Wurz holte 43 Punkte und wurde 16. Yannick Dalmas kam mit 18 Punkten auf Rang 17. Oliver Gavin, ein junger und noch unerfahrener Fahrer, kam mit 16 Punkten Platz 22.

## 24-Stunden-Rennen auf dem Nürburgring 1999
Zum 100-jährigen Jubiläum von Opel holte Motorsportchef Volker Strycek einen ehemaligen Phase-3-DTM-Calibra zum 24-Stunden-Rennen auf dem Nürburgring 1999 auf die Nordschleife, der allerdings von vornherein nicht voll im Rennen eingesetzt werden sollte. Exakt um null Uhr steuerte Strycek den Calibra von der Strecke in das Festzelt, in dem die Jubiläumsfeier begann. In den 40 gefahrenen Runden hatte der Calibra aber noch einmal seine Klasse bewiesen und dem favorisierten Auto, der Zakspeed-Viper, pro Runde fünf Sekunden abgenommen.